# Subregion Velké Dářko - dobrovolný svazek obcí
Subregion Velké Dářko – dobrovolný svazek obcí je svazek obcí v okresu Žďár nad Sázavou, jeho sídlem je obec Škrdlovice a jeho cílem je rozvoj regionu ve všech směrech. Sdružuje celkem 7 obcí a byl založen v roce 1999.

## Obce sdružené v mikroregionu
- Cikháj
- Karlov
- Radostín
- Světnov
- Škrdlovice
- Vojnův Městec
- Polnička